# Herbert Dick
Herbert Dick (ur. 2 września 1979 roku w Gatooma) – piłkarz pochodzący z Zimbabwe, grający na pozycji środkowego obrońcy. Swoją karierę rozpoczął w drużynie AmaZulu FC, w której spędził trzy lata i 2003 wywalczył mistrzostwo kraju. Następnie przeszedł do Monomotapa United. W sezonie 2006/2007 był zawodnikiem Legii Warszawa, zadebiutował w polskiej Orange Ekstraklasie w meczu przeciwko Arce Gdynia (8 września 2006). 30 czerwca 2007 kierownictwo Legii Warszawa poinformowało, że wygasający w tym dniu kontrakt Dicka z Legią nie zostanie przedłużony. Zimbabwejczyk wrócił do ojczyzny, gdzie grał w tamtejszej ekstraklasie nieprzerwanie do 2015 roku.